# Варіант «Омега»
«Варіант „Омега“» (рос. «Вариа́нт „Оме́га“») — російський радянський п'ятисерійний художній пригодницький фільм 1975 року режисера Антоніса-Яніса Воязоса.

## Сюжет
В основі фільму — документальний матеріал про дії радянської розвідки в окупованому гітлерівцями Таллінні. 1942 рік. Радянський розвідник Сергій Скорін входить в розвідоргани фашистської Німеччини, що прагнуть дезінформувати ставку Верховного командування Радянських Збройних Сил. В результаті його дій стратегічна дезінформація надходить не до Москви, а до Берліну і вводить в оману німецьке командування.

## У ролях
- Олег Даль —  Сергій Миколайович Скорін, старший лейтенант держбезпеки, він же гауптман Пауль Крігер
- Ігор Васильєв —  барон Георг фон Шлоссер, майор, далі полковник абверу, розвідник
- Олена Прудникова —  Лотта Фішбах, секретарка Целларіуса
- Ірина Печернікова —  Олена, дружина Сергія
- Євген Євстигнєєв —  Микола Олексійович Сімаков, майор держбезпеки
- Вадим Яковлєв —  Костянтин Петрухін, капітан, друг Скоріна
- Сергій Полежаєв —  комісар державної безпеки 3-го рангу
- Пауль Кальде —  Целларіус, фрегаттен-капітан, начальник абверкоманди (озвучував  Артем Карапетян)
- Олександр Калягін —  Франц Маггіль, штурмбанфюрер, начальник талліннського гестапо
- Олексій Ейбоженко —  Олександр Федорович Звєрєв, колишній майор авіації, диверсант з розвідшколи абверу
- Федір Нікітін —  барон фон Шлоссер, генерал-полковник, батько Георга
- Віталій Коняєв —  Карл Хонніман, унтерштурмфюрер (озвучував  Юрій Саранцев)
- Людмила Іванова —  Віра Іванівна, секретарка Сімакова
- Рейно Арен —  дядько Петер, співробітник міської управи
- Олександр Ліпов —  Ларін, курсант розвідшколи
- Вадим Лисенков —  охоронець Скоріна в будинку
- Дмитро Орловський —  завідувач РАЦСом
- Михайло Бочаров —  Ведерніков, курсант розвідшколи абверу
- Файме Юрно —  Інга, продавчиня парфумерного магазину
- Юлле Коні —  Евеліна, продавчиня квітів
- Ейнар Коппель —  бармен
- Хейккі Харавее —  Вальтер, гестапівський садист-нелюд

## Знімальна група
- Автори сценарію — Микола Леонов, Юрій Костров
- Режисери-постановники — Антоніс-Яніс Воязос
- Оператори-постановники — Володимир Трофимов
- Художники-постановники — Яків Рівош, Альфред Таланцев
- Композитори — Богдан Троцюк